# 双子岩傳一
双子岩 傳一（ふたごいわ でんいち、1923年2月11日 - 没年不明）は、和歌山県和歌山市雑賀崎出身で時津風部屋（入門時は粂川部屋）に所属した元大相撲力士。本名は土山 善一（つちやま ぜんいち）。

## 来歴・人物
16歳の時に、大関・鏡岩が率いる粂川部屋へ入門。
だが、1941年末に横綱・双葉山が双葉山相撲道場を開くと、粂川親方の意向で粂川部屋の力士全員が同道場へ移籍することになった。そのため、以後は、双葉山に師事する。
その後、1945年11月場所限りで双葉山が引退すると、同道場は「時津風部屋」へと改称された。
身長167cmという小兵でありながら、堂々と正面からの押し、右四つに組んでの寄り、吊り出しなどの正攻法で攻める相撲を取った。初土俵から、僅か4年で十両に昇進。一度幕下に落ちるが、再び十両に戻ると、1945年6月場所では後に横綱となる新鋭の千代の山を破るなど6勝1敗と大きく勝ち越し、同年11月場所で入幕する。
入幕早々、7勝3敗と好成績を残したものの、翌場所は出場せずに突然廃業してしまった。
足腰が強く、23歳の若さで将来が嘱望されていただけに、惜しまれている。

## 主な戦績
- 通算成績：67勝36敗13休 勝率.650
- 幕内成績：7勝3敗13休 勝率.700
- 現役在位：14場所
- 幕内在位：2場所
- 各段優勝
  - 幕下優勝：1回（1943年1月場所）

### 場所別成績
| 1940年 （昭和15年） | （前相撲）            | 西序ノ口32枚目 6–2 | x                       |
| 1941年 （昭和16年） | 西序二段59枚目 7–1    | 西三段目41枚目 4–4 | x                       |
| 1942年 （昭和17年） | 西三段目42枚目 7–1    | 東幕下35枚目 3–5   | x                       |
| 1943年 （昭和18年） | 西幕下43枚目 優勝 8–0 | 西幕下4枚目 5–3    | x                       |
| 1944年 （昭和19年） | 東十両13枚目 4–11     | 西幕下5枚目 4–1    | 西十両12枚目 6–4        |
| 1945年 （昭和20年） | x                     | 東十両5枚目 6–1    | 西前頭16枚目 7–3        |
| 1946年 （昭和21年） | x                     | x                  | 西前頭5枚目 引退 0–0–13 |
| 各欄の数字は、「勝ち-負け-休場」を示す。 優勝 引退 休場 十両 幕下 三賞：敢=敢闘賞、殊=殊勲賞、技=技能賞 その他：★=金星 番付階級：幕内 - 十両 - 幕下 - 三段目 - 序二段 - 序ノ口 幕内序列：横綱 - 大関 - 関脇 - 小結 - 前頭（「#数字」は各位内の序列） |                       |                    |                         |

### 幕内対戦成績
| 力士名   | 勝数 | 負数 | 力士名   | 勝数 | 負数 | 力士名 | 勝数 | 負数 | 力士名 | 勝数 | 負数 |
| -------- | ---- | ---- | -------- | ---- | ---- | ------ | ---- | ---- | ------ | ---- | ---- |
| 五ツ海   | 1    | 0    | 大ノ森   | 1    | 0    | 清美川 | 1    | 0    | 九ヶ錦 | 0    | 1    |
| 神東山   | 0    | 1    | 千代ノ山 | 0    | 1    | 広瀬川 | 1    | 0    | 増位山 | 1    | 0    |
| 陸奥ノ里 | 1    | 0    | 八方山   | 1    | 0    |        |      |      |        |      |      |

## 改名歴
- 土山 傳一（つちやま でんいち）1940年5月場所 - 1943年5月場所
- 双子岩 傳一（ふたごいわ でんいち）1944年1月場所 - 1946年11月場所